# Función de cuadrado integrable
En análisis matemático, una función {\displaystyle \scriptstyle f(x)} de una variable real con valores reales o complejos se dice de cuadrado sumable o también de cuadrado integrable sobre un determinado intervalo, si la integral del cuadrado de su módulo, definida en el intervalo de definición, converge. 

{\displaystyle \int _{-\infty }^{+\infty }~|f(x)|^{2}dx~<~\infty }

Este concepto se extiende a las funciones definidas sobre un espacio de medida que tiene valores en un espacio vectorial de dimensión finita.

## Propiedades
El conjunto de todas las funciones medibles de cuadrado integrable sobre un dominio dado forman un espacio de Hilbert sumable, también llamado espacio L2.

## Aplicaciones
La condición de cuadrado sumable es particularmente útil en mecánica cuántica ya que constituye la base para las funciones que describen el comportamiento de los sistemas físicos, consecuencia de la interpretación probabilística de la mecánica cuántica.
Por ejemplo, para determinar el comportamiento en el espacio de una partícula (sin espín) se utiliza la función de onda {\displaystyle \psi (x,y,z)} para la cual debe existir y tener un valor fínito una integral de la forma:

{\displaystyle \int _{\mathbb {R} ^{3}}~|\psi |^{2}dV<\infty }

Esta noción se generaliza a las funciones p-medibles para un número p real positivo, siendo las de cuadrado sumable las que corresponden con el caso particular p=2.